# Cicely Gore
Lady Cicely Alice Gore, marchesa di Salisbury (1867 – 5 febbraio 1955), è stata una nobildonna inglese.

## Biografia

### Infanzia
Era la figlia di Arthur Gore, V conte di Arran (1839-1901), e della sua prima moglie, Lady Edith Jocelyn (1845-1871).

### Matrimonio
Sposò, il 17 maggio 1887, James Gascoyne-Cecil, IV marchese di Salisbury, figlio di Robert Gascoyne-Cecil, III marchese di Salisbury, e di sua moglie, lady Georgina Alderson. Ebbero quattro figli.
Ha ricoperto la carica di Lady of the Bedchamber della regina Alessandra tra il 1907 e il 1910.

### Morte
Morì il 5 febbraio 1955.

## Discendenza
Lady Cicely e James Gascoyne-Cecil, IV marchese di Salisbury ebbero quattro figli:
- Lady Beatrix Edith Mildred Gascoyne-Cecil (10 agosto 1891-1980), sposò William Ormsby-Gore, IV barone Harlech, ebbero sei figli;
- Robert Gascoyne-Cecil, V marchese di Salisbury (27 agosto 1893-23 febbraio 1972)
- Mary Alice Gascoyne-Cecil (29 luglio 1895-1988), sposò Edward Cavendish, X duca di Devonshire, ebbero cinque figli;
- Lord Edward Christian David Cecil (9 aprile 1902-1º gennaio 1986), sposò Rachel MacCarthy, ebbero tre figli.

## Ascendenza
|                                  |                                    |                                        | Genitori                                  |  |  | Nonni |  |  | Bisnonni          |  |  | Trisnonni                      |  |
|                                  |                                    |                                        |                                           |  |  |       |  |  | William John Gore |  |  | Arthur Gore, II conte di Arran |  |
|                                  |                                    |                                        |                                           |  |  |       |  |  | William John Gore |  |  | Arthur Gore, II conte di Arran |  |
|                                  |                                    | Catherine Annesley                     |                                           |  |  |       |  |  | William John Gore |  |  |                                |  |
| Philip Gore, IV conte di Arran   |                                    |                                        |                                           |  |  |       |  |  | William John Gore |  |  |                                |  |
|                                  |                                    | Caroline Hales                         | Thomas Hales, IV baronetto                |  |  |       |  |  |                   |  |  |                                |  |
|                                  |                                    | Caroline Hales                         | Thomas Hales, IV baronetto                |  |  |       |  |  |                   |  |  |                                |  |
|                                  |                                    | Caroline Hales                         | Mary Heyward                              |  |  |       |  |  |                   |  |  |                                |  |
| Arthur Gore, V conte di Arran    |                                    | Caroline Hales                         |                                           |  |  |       |  |  |                   |  |  |                                |  |
|                                  |                                    | William Francis Patrick Napier         | George Napier                             |  |  |       |  |  |                   |  |  |                                |  |
|                                  |                                    | William Francis Patrick Napier         | George Napier                             |  |  |       |  |  |                   |  |  |                                |  |
|                                  |                                    | William Francis Patrick Napier         | Sarah Lennox                              |  |  |       |  |  |                   |  |  |                                |  |
| Elizabeth Marianne Napier        |                                    | William Francis Patrick Napier         |                                           |  |  |       |  |  |                   |  |  |                                |  |
|                                  |                                    | Caroline Amelia Fox                    | Henry Edward Fox                          |  |  |       |  |  |                   |  |  |                                |  |
|                                  |                                    | Caroline Amelia Fox                    | Henry Edward Fox                          |  |  |       |  |  |                   |  |  |                                |  |
|                                  |                                    | Caroline Amelia Fox                    | Marianne Clayton                          |  |  |       |  |  |                   |  |  |                                |  |
| Cicely Gore                      |                                    | Caroline Amelia Fox                    |                                           |  |  |       |  |  |                   |  |  |                                |  |
|                                  | Robert Jocelyn, III conte di Roden | Robert Jocelyn, II conte di Roden      |                                           |  |  |       |  |  |                   |  |  |                                |  |
|                                  | Robert Jocelyn, III conte di Roden | Robert Jocelyn, II conte di Roden      |                                           |  |  |       |  |  |                   |  |  |                                |  |
|                                  | Robert Jocelyn, III conte di Roden | Frances Theodosia Bligh                |                                           |  |  |       |  |  |                   |  |  |                                |  |
| Robert Jocelyn, visconte Jocelyn | Robert Jocelyn, III conte di Roden |                                        |                                           |  |  |       |  |  |                   |  |  |                                |  |
|                                  |                                    | Maria Stapleton                        | Thomas Stapleton, VI baronetto            |  |  |       |  |  |                   |  |  |                                |  |
|                                  |                                    | Maria Stapleton                        | Thomas Stapleton, VI baronetto            |  |  |       |  |  |                   |  |  |                                |  |
|                                  |                                    | Maria Stapleton                        | Elizabeth Eliot                           |  |  |       |  |  |                   |  |  |                                |  |
| Edith Jocelyn                    |                                    | Maria Stapleton                        |                                           |  |  |       |  |  |                   |  |  |                                |  |
|                                  |                                    | Peter Clavering-Cowper, V conte Cowper | George Clavering-Cowper, III conte Cowper |  |  |       |  |  |                   |  |  |                                |  |
|                                  |                                    | Peter Clavering-Cowper, V conte Cowper | George Clavering-Cowper, III conte Cowper |  |  |       |  |  |                   |  |  |                                |  |
|                                  |                                    | Peter Clavering-Cowper, V conte Cowper | Hannah Anne Gore                          |  |  |       |  |  |                   |  |  |                                |  |
| Frances Clavering-Cowper         |                                    | Peter Clavering-Cowper, V conte Cowper |                                           |  |  |       |  |  |                   |  |  |                                |  |
|                                  |                                    | Emily Lamb                             | Peniston Lamb, I visconte Melbourne       |  |  |       |  |  |                   |  |  |                                |  |
|                                  |                                    | Emily Lamb                             | Peniston Lamb, I visconte Melbourne       |  |  |       |  |  |                   |  |  |                                |  |
|                                  |                                    | Emily Lamb                             | Elizabeth Milbanke                        |  |  |       |  |  |                   |  |  |                                |  |
|                                  |                                    | Emily Lamb                             |                                           |  |  |       |  |  |                   |  |  |                                |  |